# Otto Eduard Willem Six
Otto Eduard Willem Six (Den Haag, 20 november 1879 – Den Haag, 20 juli 1966) was een Nederlands ambtenaar. Hij was van 1929 tot en met 1946 secretaris-generaal van het Departement van Koloniën, dat vanaf 23 februari 1945 Ministerie van Overzeese Gebiedsdelen heette.

## Loopbaan
Jhr. Otto Eduard Willem Six studeerde rechten te Utrecht en solliciteerde hierna, in 1905,  onder meer op een functie als commies-griffier bij de Tweede Kamer. Hij was vervolgens gedurende drie jaar werkzaam aan het Ministerie van Koloniën, eerst als commies titulair en vanaf februari 1910 als commies, en vertrok in 1910 voor drie jaar naar Indië. Hij was daar werkzaam bij de Algemene Secretarie te  Buitenzorg en was tevens gedurende vier jaar lid van de gemeenteraad van Batavia. In deze tijd had hij onder meer als voorzitter zitting in de commissie van wetgeving. Hij keerde in 1915 terug naar Nederland en was te Den Haag eerst werkzaam als referendaris en vervolgens als referendaris met de titulaire rang van administrateur (vanaf augustus 1924). In oktober 1921 nam hij in deze functie, onder leiding van dr. Emanuel Moresco, deel aan een conferentie die gehouden werd te Washington.
In maart 1925 werd hij effectief benoemd tot administrateur bij het Ministerie van Koloniën.  Hij werd in april 1929 bevorderd tot de functie van secretaris-generaal aldaar, als opvolger van M.S. Koster. Rutgers nam in 1939 onder meer deel aan het Internationaal Koloniaal Congres, dat vanaf 26 mei werd gehouden te Rome; andere deelnemers waren onder meer professor mr. dr. H. Westraa, professor dr. J.F.A.M. Buffart, professor dr. C.D. de Langen en A.A.L. Rutgers, lid van de Raad van State. In 1943 sprak hij in zijn functie als secretaris-generaal luitenant-generaal H.N.A. Swart toe op de receptie ter gelegenheid van diens tachtigste verjaardag en waar hij diens verdiensten als civiele bestuurder prees. Bij Koninklijk Besluit van april 1946 werd aan hem op zijn verzoek met ingang van 1 mei daarop volgend eervol ontslag verleend uit de functie van secretaris-generaal der Overzeese Gebiedsdelen. In zijn functie werd hij opgevolgd door mr. J. Kiveron. Six was onder meer vanaf 1936 lid van het Internationale Koloniale Instituut. Alhoewel zijn departement na de bezetting niet meer zo belangrijk was, speelde hij toch een invloedrijke rol in het college van secretarissen-generaal. Six was anti-Duits, maar had in het begin moeite een juiste houding tegenover de bezetter te vinden.
De dochter van Six, Louise Sophie Six, trouwde in juli 1938 met de referendaris ter Algemene Secretarie te Buitenzorg, E.O. baron van Boetzelaer; dat was een groot societyhuwelijk, dat veel kranten haalde. Zijn enige zoon, J.D.K. Six kwam in 1929, 18 jaar oud, om het leven bij een ongeluk, waarbij zijn zeilboot omsloeg, op het Meer van Genève.